# Oliarus sulawesiensis
Oliarus sulawesiensis är en insektsart som beskrevs av Van Stalle 1991. Oliarus sulawesiensis ingår i släktet Oliarus och familjen kilstritar. Inga underarter finns listade i Catalogue of Life.